# エコー・ザ・ドルフィン
『エコー・ザ・ドルフィン』(英名:Ecco the Dolphin) は、Novotrade Internationalによって開発し、セガより発売されたメガドライブ用のアクションアドベンチャーゲームであり、のちに様々な機種に移植された。
本記事では主にメガドライブ版について詳しく説明をする。

## 概要
本作は頭に5つの白い斑点を持つイルカの『エコー』が主人公のアクションアドベンチャーゲームで、主人公であるエコーは海を冒険してダッシュで敵を倒したり小魚を食べたり、『歌』を歌いエコーの仲間たちと会話をしたり物を動かすことができる。また、エコーはイルカであるため定期的に呼吸が必要になる。
当時にしては綺麗なグラフィックで日本で初めて紹介されたときユーザーだけでなく日本の開発者も驚きの声を上げた。
発売当初は「ただイルカを動かしているだけで楽しい」といった裏を返せば高い難易度を皮肉っているともとれる評価をされたが、後にステージセレクトなどが可能な「デバッグモード」が明らかになり、誰でも先のステージを体験することが出来るようになり、改めて画面の美しさや意外なストーリー展開が支持を集めた。

## ストーリー
ある日、エコーは群れと共に泳いでいた。群れの仲間が、エコーにどれだけ高くジャンプできるか競い、エコーが空中に飛び上がった瞬間、大竜巻が発生し、海洋生物達は大竜巻に飲み込まれてしまう。エコーは、シャチに出会い、シャチは『ビック・ブルー』というクジラを探すように教え、エコーはビック・ブルーを探しに冒険をする。
ビック・ブルーを見つけたエコーは彼に話をかけてビックブルーはあの大竜巻は500年に一度必ず発生することと彼よりも年上の『アステライト』という存在をエコーに教え、エコーはアステライトがいる場所に行く。
エコーがアステライトを見つけた時にはアステライトは弱ってあり、アステライトは『ボルテックス』という異星人の存在をエコーに教え、エコーにタイムマシンを使いアステライト自身の力と記憶を取り戻せと言う。
エコーはタイムワープをするために『アトランティス』に行き、タイムマシンを使用して先史時代に移動する。
エコーは先史時代のアステライトを発見し、球体の一つを盗み現代に戻る。エコーは現代のアステライトに球体を返し、アステライトはエコーに力を与え、呼吸を必要としなくなる。
そしてアステライトは、エコーに大竜巻が起こった日に移動し大竜巻に巻き込きこまれるよう指示をし、エコーはタイムマシンで最序盤の群れの仲間と競う場面に戻る。
エコーが飛び上がった瞬間、大竜巻が発生し、エコーは海洋生物達とともに巻き込まれ、ボルテックスの宇宙船に乗り込む。
エコーはボルテックスの宇宙船の中を進み、ボルテックス・クイーンを倒し、海洋生物達を開放して地球に戻る。

## 移植版
| No. | タイトル                                     | 発売日                                                         | 対応機種                                           | 開発元                 | 発売元       | メディア | 型式                                                                           | 備考                                                                            |
| --- | -------------------------------------------- | -------------------------------------------------------------- | -------------------------------------------------- | ---------------------- | ------------ | --- | ------------------------------------------------------------------------------ | ------------------------------------------------------------------------------- |
| 1   | エコー・ザ・ドルフィン                       | 1994年3月11日 1993年11月 1993年10月                            | ゲームギア                                         | Novotrade              | セガ         | ロムカセット | G-3344 2516                                                                    |                                                                                 |
| 2   | Ecco the Dolphin                             | 1994年6月                                                      | セガ・マスターシステム                             | Novotrade              | セガ         | ロムカセット | 9029                                                                           |                                                                                 |
| 3   | エコー・ザ・ドルフィンCD                     | 1995年2月24日                                                  | メガCD                                             | Novotrade              | セガ         | CD-ROM | G-6041                                                                         | 『エコー・ザ・ドルフィン2』とのカップリング                                     |
| 4   | エコー・ザ・ドルフィン                       | 1996年12月13日 1995年11月 1996年3月15日                        | Windows                                            | Novotrade              | セガ         | CD-ROM | HCJ-0114                                                                       | メガCD版の移植                                                                  |
| 5   | SEGA Smash Pack                              | 2002年9月23日 2003年1月8日                                     | Game Boy Advance                                   | CodeFire               | THQ セガ     | ロムカセット | AGB-A3PE-USA AGB-A3PP-EUR                                                      | 『Golden Axe』『Sonic Spinball』とのカップリング                                |
| 6   | SEGA Genesis Collection                      | PS2 2006年11月7日 2007年2月2日 PSP 2006年11月16日 2007年2月2日 | PlayStation 2 PlayStation Portable                 | Digital Eclipse        | セガ         | DVD-ROM UMD | PS2 SLUS-21542 SLES-54333 PSP ULUS-10192 ULES-00556                            | メガドライブ版の移植                                                            |
| 7   | エコー・ザ・ドルフィン                       | 2006年12月2日 2006年11月28日 2006年12月8日                     | Wii                                                | Novotrade              | セガ         | ダウンロード （バーチャルコンソール）                                                                                    | MADE MADJ MADP                                                                 | メガドライブ版の移植                                                            |
| 8   | Sonic's Ultimate Genesis Collection          | 2009年2月10日 2009年2月20日                                    | PlayStation 3 Xbox 360                             | Backbone Entertainment | セガ         | Blu-ray Disc DVD-ROM | PS3: BLUS-30259 BLES-00475 XB360: 68034 384-40210                              | メガドライブ版の移植                                                            |
| 9   | 3D エコー・ザ・ドルフィン                    | 2013年6月26日 2013年12月12日                                   | Windows                                            | エムツー               | セガ         | ダウンロード | CTR-N-JDLJ CTR-N-JDLE CTR-N-JDLP                                               | メガドライブ版の移植                                                            |
| 10  | Sega Genesis Classics                        | 2018年5月29日 Switch 2018年12月7日 2018年12月6日               | Linux macOS PlayStation 4 Xbox One Nintendo Switch | d3t セガ               | セガ         | ダウンロード (Steam、PlayStation Store、 Microsoft Store、 ニンテンドーeショップ) BD-ROM Nintendo Switch専用ゲームカード | PS4: CUSA-10828 CUSA-09771 XBO: INL-SE10663080 Switch: HAC-P-AQGKB HAC-P-AQGKA | メガドライブ版の移植                                                            |
| 11  | Ecco the Dolphin                             | 2019年9月19日                                                  | SEGA Genesis Mini                                  | エムツー               | セガゲームス | プリインストール | MK-16000                                                                       | メガドライブ版の移植 本体にあらかじめインストールされた42作品の一つとして収録。 |
| 12  | セガ メガドライブ for Nintendo Switch Online | 2021年10月26日                                                 | Nintendo Switch                                    | 任天堂 エムツー        | 任天堂       | ダウンロード | -                                                                              | メガドライブ版の移植                                                            |
| 13  | エコー・ザ・ドルフィンCD                     | INT 2022年10月27日                                             | メガドライブ ミニ2 SEGA Genesis Mini 2             | エムツー               | セガ         | プリインストール | HAA-2524 MK-16310                                                              | メガCD版の移植                                                                  |

メガCD
1995年2月24日に日本で発売された。タイトル名は「エコー・ザ・ドルフィンCD」。音源がメガドライブ版よりも大幅に異なり無印と後述の2のオムニバス作品。メガドライブ ミニ2にも収録されている。
Wii
2006年12月2日にバーチャルコンソールで配信された。617ポイントで購入可能だった。また、後述する2とjr.もバーチャルコンソールで利用可能だった。
ニンテンドー3DS
2013年6月26日にセガ3D復刻プロジェクトの第1期第5弾としてメガドライブ版が移植された。タイトル名は「3D エコー・ザ・ドルフィン」。
新たに3D立体視に対応しており、さらに「スーパードルフィンモード」と呼ばれるモードが追加され、これを有効にするとエコーの周りに光が現れ、最初から呼吸が必要とせず尚且つ常に無敵状態になれ、触れるだけで敵を倒すことができる。また、日本版と海外版が収録されている。
セガ3D復刻アーカイブスにも収録されている。
Nintendo Switch
『セガ メガドライブ for Nintendo Switch Online』にて2021年10月26日から収録されている。

## 関連作品
- エコー・ザ・ドルフィン2 - シリーズの2弾タイトル。1994年にメガドライブで発売。日本で1995年にゲームギアとメガCD（エコー・ザ・ドルフィンCD）で発売。
- エコー Jr. - メガドライブ・Genesisで最後に発売されたエコー・ザ・ドルフィンシリーズで、本作の前日譚となっている。幼い頃のエコーと彼の二匹の友達、シャチのタラとメスのイルカのキトニーの3匹がクジラのビック・ブルーを探すストーリーになっている。子供向けに調整されており、無印と2と比べて目標が明確にされている。（例：指定された生き物を探す、宝物を集める）。また、攻撃を受けることもなく呼吸を必要とせず、ダッシュアタックというアクションが削除されている。子供向けにもかかわらず、相変わらずグラフィックは無印と2と同じく綺麗で、音楽の雰囲気も無印と2と似ている。日本では販売はされず、代わりにセガチャンネルで配信された。
- 右脳開発シリーズ2 ECCO Jr - キッズコンピュータ・ピコ用ソフト。右脳開発シリーズの2弾タイトル。1995年にで発売。イマジニア発行。海外タイトルは「Ecco Jr. and the Great Ocean Treasure Hunt!」。
- エコー ザ ドルフィン ディフェンダー オブ ザ フューチャー - シリーズの3弾タイトル。日本で2001年にドリームキャストで発売。海外ではPlayStation 2版も発売された。